# PESELA-QUESELA-IN
PESELA-QUESELA-IN(ペセラ・ケセラ・イン)は後にBEAT CRUSADERSとして知られるメンバーによる日本のギターポップバンド。1980年代後期に結成され、1997年に解散。メンバーの日高、岩原、田井は後にBEAT CRUSADERSを結成。

## メンバー[1]
- 日高央(G.Vo.)
- 岩原幸夫(D.)
- 木本隆(G.)
- 三好健夫(B.Vo)
- 錦織典子(B.)
- 小笠原ひろし(B.)
- 田井宏之(G.Vo.)※2011年死去
- 山口哲二(B.)

## 概要
日高によって1980年代後期に結成され、不定期にライブ活動を行っていたが、1992年に自身のEVOL RECORDSでのカセットのリリースや、UNDER FLOWER RECORDSのイベントやコンピレーションCDに参加する等して活動が広がる。当時としては珍しかった日本のバンドによる英語の歌詞、ギターポップよりも60年代の雰囲気(日高がフェイバリットにあげるTHE MONKEESやTHE BEATLESなど)が強い音楽性を特徴としていた。後のBEAT CRUSADERSでは顔を隠していたメンバーたちも、このバンドでは素顔で活動を行っていた。
2002年、LASTRUMから『REMASTERPIECES』がリリース。anthology収録楽曲からリマスターされた他、このためにバンドが日高、岩原、田井の3人で再結成し、3曲新録された。

## ディスコグラフィー
アルバム
|  | タイトル                                                  | リリース日 | 企画 | 品番       | 備考                                                          |
|  | --------------------------------------------------------- | ---------- | ---- | ---------- | ------------------------------------------------------------- |
|  | Anthology                                                 | 1998       | CD   | SPCD0012   | 自主制作盤 1000枚プレス、廃盤                                 |
|  | REMASTERPIECES                                            | 2002/01/25 | CD   | LACD-0041  | リマスタリング、新ジャケット、新曲3曲                         |
|  | Enchanted By The Flower's: Under Flower Compilation Vol.4 | 1993/12/15 | CD   | FLOWER-004 | コンピレーションアルバム Fascination収録                      |
|  | See-see-you, Tomorrow !!                                  | 1993       | CD   | UFPB-001   | コンピレーションアルバム Don't You Get Cruel. The Shining収録 |
|  | INTO SOMETHING ＊＊ I Want a Chance for Romance.....      | 1994       | CD   | UFPB-006   | コンピレーションアルバム Wild Porpoise収録                    |
|  | Good Thing Goin' Pushbike Compilation Vol.4               | 1995/7/22  | CD   | UFPB-009   | コンピレーションアルバム Strawberry Statement収録             |
|  | PUNKER SHOT                                               | 1997/12/17 | CD   | SKYR-3     | コンピレーションアルバム YEAH!収録                            |